# Шаболтасівська сільська рада
Шаболта́сівська сільська́ ра́да — адміністративно-територіальна одиниця та орган місцевого самоврядування в Сосницькому районі Чернігівської області. Адміністративний центр — село Шаболтасівка.

## Загальні відомості
Шаболтасівська сільська рада утворена у 1991 році.
- Територія ради: 31,89 км²
- Населення ради: 977 осіб (станом на 2001 рік)

## Населені пункти
Сільській раді підпорядковані населені пункти:
- с. Шаболтасівка

## Склад ради
Рада складається з 14 депутатів та голови.
- Голова ради: Ірха Андрій Іванович
- Секретар ради: Бібік Валентина Василівна

### Керівний склад попередніх скликань
| Прізвище, ім'я, по батькові | Основні відомості                                                                       | Дата обрання | Дата звільнення |
| --------------------------- | --------------------------------------------------------------------------------------- | ------------ | --------------- |
| Ірха Андрій Іванович        | Сільський голова, 1972 року народження, освіта середня спеціальна, член Народної партії | 26.03.2006   | 31.10.2010      |
| Ірха Андрій Іванович        | Сільський голова, 1972 року народження, освіта середня спеціальна, член Партії регіонів | 31.10.2010   |                 |

Примітка: таблиця складена за даними сайту Верховної Ради України

### Депутати
За результатами місцевих виборів 2010 року депутатами ради стали:

#### За суб'єктами висування
| Суб'єкт висування                                       | Кількість обраних депутатів | %    |
| ------------------------------------------------------- | --------------------------- | ---- |
| Самовисування                                           | 5                           | 35,7 |
| Партія регіонів                                         | 4                           | 28,6 |
| Політична партія Всеукраїнське об'єднання «Батьківщина» | 4                           | 28,6 |
| Політична партія «Сильна Україна»                       | 1                           | 7,1  |

#### За округами
| № округу                                                | Прізвище, ім'я, по батькові    | Дата визнання обраним | Освіта             | Партійна приналежність                        | Відомості про обраного депутата               |
| ------------------------------------------------------- | ------------------------------ | --------------------- | ------------------ | --------------------------------------------- | --------------------------------------------- |
| Партія регіонів                                         |                                |                       |                    |                                               |                                               |
| 5                                                       | Савицька Олександра Григорівна | 03.11.2010            | вища               | позапартійна                                  | Шаболтасівська загальноосвітня школа, вчитель |
| 10                                                      | Савицький Микола Федорович     | 03.11.2010            | середня            | позапартійний                                 | СВК «Зоря», комірник                          |
| 12                                                      | Тібеж Ганна Яківна             | 03.11.2010            | середня спеціальна | позапартійна                                  | СВК «Зоря», бухгалтер                         |
| 13                                                      | Чеботар Василь Феодосійович    | 03.11.2010            | середня            | позапартійний                                 | тимчасово не працює                           |
| Політична партія Всеукраїнське об'єднання «Батьківщина» |                                |                       |                    |                                               |                                               |
| 2                                                       | Ірха Юлія Олександрівна        | 03.11.2010            | вища               | позапартійна                                  | продавець                                     |
| 3                                                       | Тібеж Ніна Олексіївна          | 03.11.2010            | середня спеціальна | член Всеукраїнського об'єднання «Батьківщина» | пенсіонер                                     |
| 4                                                       | Коваленко Ганна Петрівна       | 03.11.2010            | середня спеціальна | член Всеукраїнського об'єднання «Батьківщина» | Авдіївське сільпо, продавець                  |
| 9                                                       | Семерня Людмила Миколаївна     | 03.11.2010            | вища               | позапартійна                                  | Шаболтасівська загальноосвітня школа, вчитель |
| Політична партія «Сильна Україна»                       |                                |                       |                    |                                               |                                               |
| 7                                                       | Ірха Тетяна Іванівна           | 03.11.2010            | вища               | член Політичної партії «Сильна Україна»       | Шаболтасівська загальноосвітня школа, вчитель |
| Самовисування                                           |                                |                       |                    |                                               |                                               |
| 1                                                       | Бібік Валентина Василівна      | 03.11.2010            | середня спеціальна | позапартійна                                  | Шаболтасівська сільська рада, секретар        |
| 6                                                       | Ірха Микола Павлович           | 03.11.2010            | середня спеціальна | позапартійний                                 | СВК «Зоря», лісник                            |
| 8                                                       | Писаренко Іван Федорович       | 03.11.2010            | середня спеціальна | позапартійний                                 | Лоськівське лісництво, лісник                 |
| 11                                                      | Чеботар Олексій Кузьмич        | 03.11.2010            | середня спеціальна | позапартійний                                 | пенсіонер                                     |
| 14                                                      | Савицька Катерина Іванівна     | 03.11.2010            | середня            | позапартійна                                  | пенсіонер                                     |